# Piddiato
Il Piddiato, in siciliano u Piddiatu, è un formaggio di latte di pecora a pasta filata, prodotto nella provincia di Trapani.
Si tratta di un prodotto tradizionale inserito nella lista dei prodotti agroalimentari tradizionali italiani (P.A.T) del Ministero delle politiche agricole alimentari e forestali (Mipaaf).

## Caratteristiche

### Zona di produzione
Il piddiato è prodotto in provincia di Trapani e precisamente nei comuni di Calatafimi, Petrosino, Marsala, Partanna, Salemi, Santa Ninfa, Vita, Castelvetrano, Custonaci, San Vito Lo Capo, Castellammare del Golfo.

### Caratteristiche fisiche e organolettiche
Il Piddiato è un formaggio a pasta filata realizzato con latte di pecora razza valle del Belice. La sua pezzatura varia da uno a cinque chilogrammi. La sua forma è cilindrica schiacciata (lati curvi). Il colore è bianco tendente al giallo paglierino.

### Nome
Il Piddiato è un formaggio nato in passato come riciclo dei pecorini andati a male. Tali formaggi venivano rilavorati e reimpastati. Il nome Piddiato (impastato) è dovuto proprio a questa doppia lavorazione. Il mastello di legno in cui viene compiuto il rimpasto è detto Piddiaturi.

## Produzione

### Processo di lavorazione
Il latte, proveniente da una o due mungiture, alla temperatura di circa 36 °C viene coagulato in tini di legno con l'ausilio di caglio d'agnello in pasta (in ragione di 80 grammi per cento litri di latte). Dopo circa quaranta minuti la cagliata viene rotta un attrezzo di legno chiamato rotula in piccoli frammenti e viene posta ad asciugare nelle fiscelle.
L'indomani la cagliata asciutta viene tagliata e fatta filare nella scotta calda all'interno di un mastello di legno (Piddiaturi). Questa è la fase di produzione caratteristica del Piddiatu che prevede appunto una doppia lavorazione della cagliata. Dopo la filatura utilizzando una tecnica tradizionale chiamata accuppatina la massa caseosa viene di nuovo posta nelle fiscelle prendendone la forma.
Il giorno successivo le fiscelle vengono messe in salamoia per un periodo che varia in funzione della pezzatura: dodici ore per chilogrammo per il prodotto da consumare fresco, ventiquattro per il prodotto destinato alla stagionatura.

### Stagionatura
Il Piddiato è stagionato in cantine fresche e ventilate. La stagionatura varia da un minimo di venti giorni fino a un massimo di dodici mesi.

### Mezzi di produzione
La lavorazione e produzione del Piddiato prevede l'utilizzo di attrezzi tradizionali. La tina di legno in cui si raccoglie il latte, il bastone di legno (rotula) con cui si rompe la cagliata. Il graticcio di canne (cannara) su cui si mette a riposare la pasta. Per il secondo reimpasto si usa il mastello di legno detto piddiaturi e infine le fiscelle di giunco o più spesso di plastica che danno la forma tipica. Ovviamente non manca la caldaia di rame stagnato o di acciaio scaldata con fuoco diretto a legna o più spesso a gas.